# Зомбі Детектив
Зомбі Детектив (кор.: хангиль: 좀비탐정, ханча: 좀비探偵, НЛ: Jombitamjeong (Джомбітамджон)) — південнокорейський фентезійний телесеріал із Чве Джін Хьоком і Пак Джу Хьон у головних ролях. Виробництвом серіалу займалися KBS Drama Production і RaemongRaein, він транслювався на KBS2 з 21 вересня по 27 жовтня 2020 року. У ньому розповідається про зомбі детектива та журналістку, які об'єднуються для розкриття злочинів та таємниці появи зомбі.

## Синопсис
Кан Мін Хо (Чве Джін Хьок) прокидається і розуміє, що він зомбі без спогадів про своє минуле. Він навчається ходити й розмовляти як людина, прикриває шкіру зомбі макіяжем і видає себе за приватного детектива Кім Му Йона, намагаючись розгадати таємницю свого минулого. Кон Сон Джі (Пак Чжу Хен) — колишня журналістка-розслідувачка, яку влаштовують на роботу в агентство Му Йона. Вона дізнається таємницю зомбі Му Йона, і вони об'єднуються, щоб розкривати злочини та відкрити таємницю існування зомбі.

## Акторський склад

### Головні ролі
- Чве Джін Хьок у ролі Кім Му Йона/Кан Мін Хо
- Пак Джу Хьон у ролі Кон Сон Джі
- Квон Хва Ун у ролі Ча До Хьона

### Другорядні ролі

#### Анетство Короля Світу
- Те Хан Хо у ролі Лі Сон Рока
- Лі Чжун Ок у ролі Ван Вея

#### Сім'я Кон Сон Джі
- Ан Се Ха у ролі Лі Тье Кьона
- Хван Бо Ра[4] у ролі Кон Со Йон
- Сон Мін Джон у ролі Лі Джун У

#### Поліцейська станція Канґрім
- Пак Дон Бін[5] у ролі Хван Чун Соба
- Чон Че Юль у ролі Бе Юн Мі[6]

### Інші
- Лім Се Джу у ролі Кім Бо Ра
- Бе Ю Рам як станційна поліція
- Пак Сан Мьон у ролі Лі Кван Шіка
- Ха До Квон у ролі Но Пун Шіка
- Со Йон У у ролі Йон У
- Ум Те Юн у ролі Ум Те Юна
- Юн Кі Чан у ролі справжнього Кім Му Йона

## Виробництво
KBS оприлюднили фотографії з першого читання сценарію 22 липня 2020 року. KBS опублікували основний постер серіалу, на якому зображені всі актори.

## Нагороди та номінації
| рік      | Нагорода                                             | Категорія                     | одержувач | Результат | посилання |
| -------- | ---------------------------------------------------- | ----------------------------- | --- | --------- | --------- |
| 2020 рік | 18-а церемонія нагородження KBS Entertainment Awards | Нагорода за найкращий челендж | style="background: #99FF99; color: black; vertical-align: middle; text-align: center; " class="yes table-yes2"\|Перемога | [ 9 ]     |           |